# بریل، نیوجرسی
بریل (به انگلیسی: Brielle) شهری در ایالت نیوجرسی کشور ایالات متحده آمریکا است که جمعیت آن در سرشماری سال ۲۰۱۰ میلادی، ۴٬۷۷۴ نفر بوده‌است.